# Hubkapelle

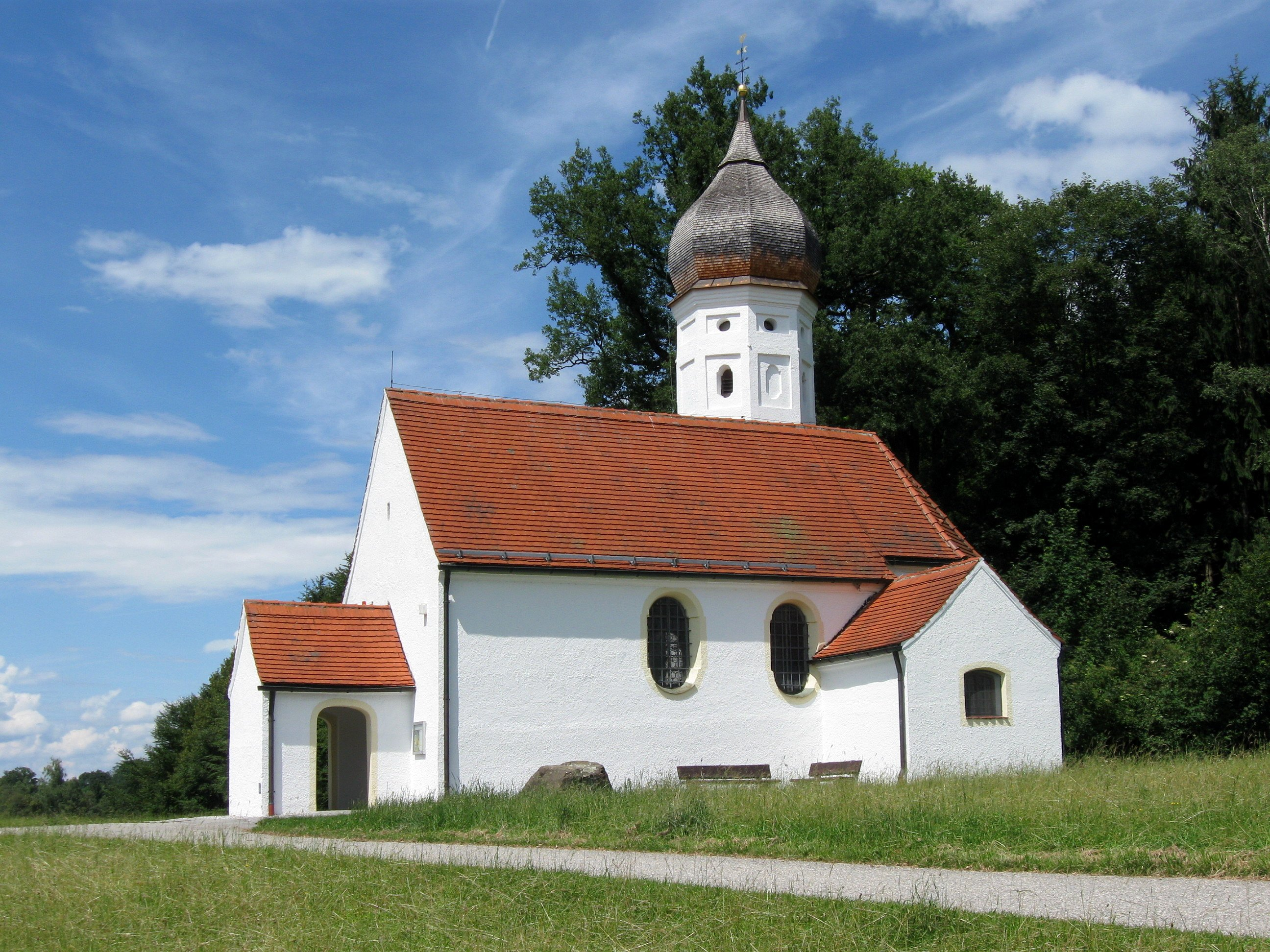
Hubkapelle von Süden

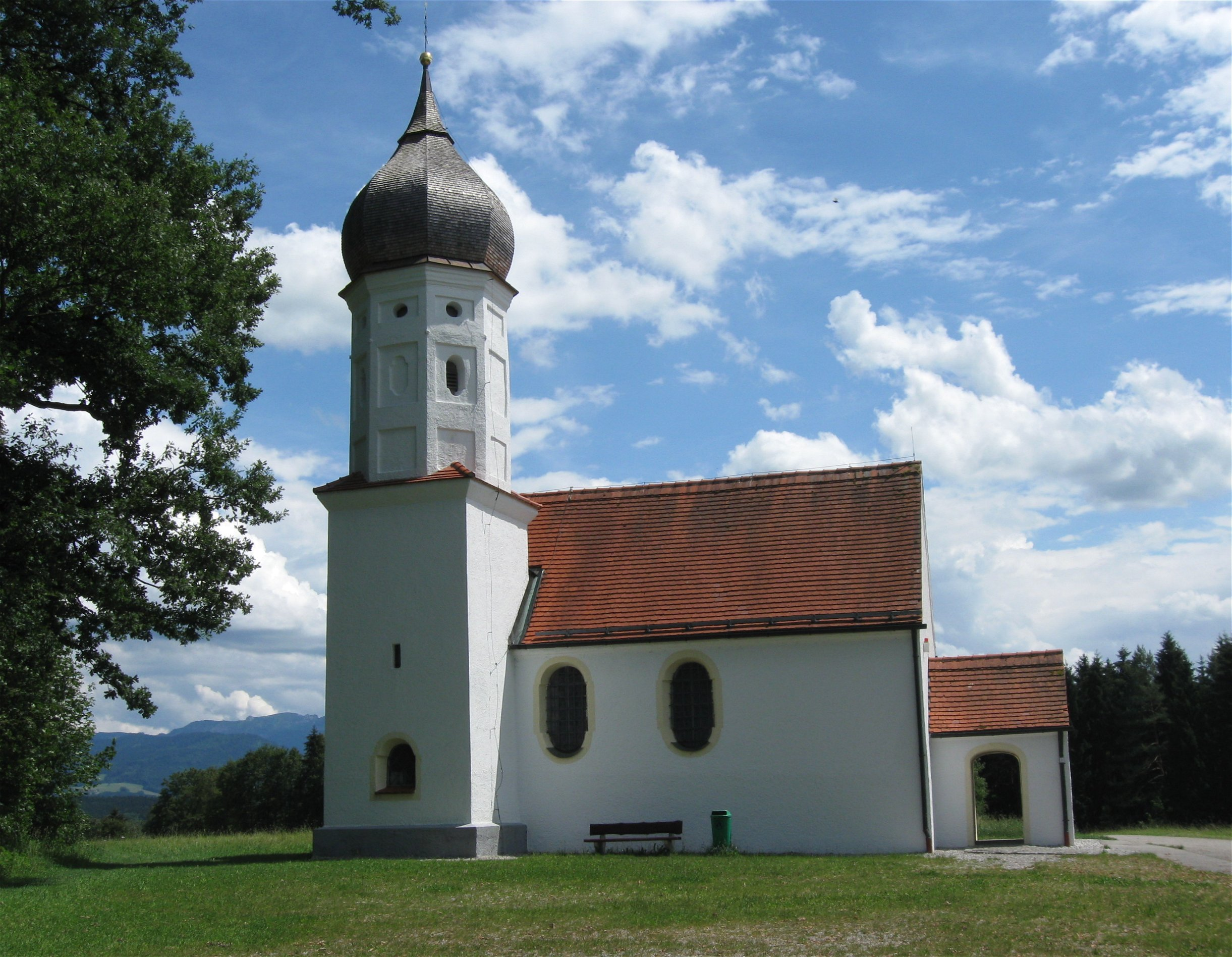
Hubkapelle von Norden

Die römisch-katholische Filialkirche Maria Heimsuchung, auch Hubkapelle genannt, steht im Stadtgebiet von Penzberg im oberbayerischen Landkreis Weilheim-Schongau knapp 200 Meter entfernt vom Hubersee. Das denkmalgeschützte Gotteshaus gehört als Teil der Pfarrei Christkönig Penzberg zum Dekanat Benediktbeuern im Bistum Augsburg.

## Geschichte
Die Kirche wurde im Jahr 1630 als Hofkapelle in direkter Nachbarschaft zum Bauernhof von Hub erbaut, die Weihe erfolgte im Folgejahr durch Weihbischof Sebastian Müller. Eine erste Umgestaltung erfolgte 1696, eine weitere Renovierung und Ausgestaltung etwa zehn Jahre darauf, finanziert durch einen Sohn des Huber Bauern, der in Augsburg Kaufmann und Ratsherr war. Er ließ den Turm erbauen und Glocken gießen, die größte trug die Inschrift „Ich Kling und Ruef zu Betten an / Hoch Heilig Trei Eins so weit ich kann. Christoph Taler goß mich in München 1709“. Drei Altäre wurden eingebaut: Der erste, der allerheiligsten Jungfrau Maria geweiht, trägt ein Altarbild der seligen Klara. Der zweite Altar wurde allen Heiligen geweiht, der dritte der allerheiligsten Dreifaltigkeit. Während des Ersten Weltkrieges mussten die Glocken abgeliefert werden.
Die Hub gehörte zur Pfarrei St. Peter und Paul Antdorf, bis sie 1935 in die 1899 gegründete Pfarrei Penzberg umgepfarrt wurde. Im Jahr 1958 wurde der benachbarte Bauernhof ersatzlos abgebrochen.
Alljährlich findet ein Georgiritt zur Hubkapelle statt.

## Beschreibung
An die barocke Saalkirche ist an der nördlichen Flanke der Kirchturm mit Zwiebelhaube angeschlossen. An den eingezogenen Polygonalchor ist südlich die Sakristei angefügt. Vor dem Eingang befindet sich ein offenes Vorzeichen.

## Orgel
Der Augsburger Orgelbauer Rudolf Kubak baute 1981 in der Hubkapelle eine neue Orgel mit sechs Registern auf einem Manual und Pedal. Das Instrument mit Schleiflade und mechanischer Spiel- und Registertraktur weist folgende Disposition auf:
| Manual    |    |
| Copel     | 8′ |
| Amarosa   | 8′ |
| Principal | 4′ |
| Flöte     | 4′ |
| Oktav     | 2′ |

| Pedal  |     |
| Bordun | 16′ |

- Koppeln: M/P